# Johannes Harpprecht (I)

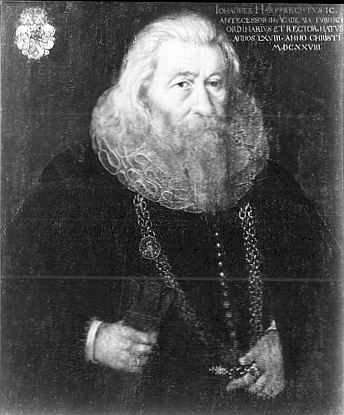
Bildnis des Johannes Harpprecht, Gemälde Öl auf Holz, von Conrad Melperger aus dem Jahr 1628, Bestand der Tübinger Professorengalerie

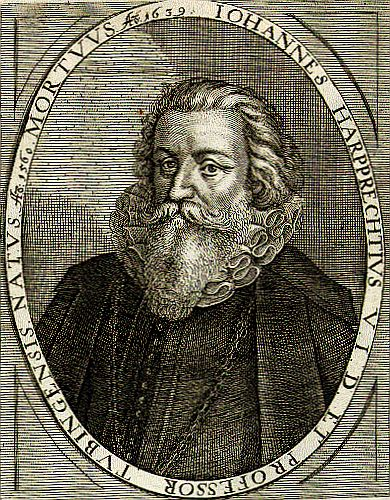
Johannes Harpprechtius Kupferstich von Theodor de Bry 1669

Johannes Harpprecht (* 20. Januar 1560 in Walheim, Herzogtum Württemberg, Altwürttemberg; † 18. September 1639 in Tübingen, Herzogtum Württemberg) war ein württembergischer Rechtswissenschaftler. Er hatte den Lehrstuhl für weltliches Recht und für Kirchenrecht an der Eberhard Karls Universität in Tübingen inne. Harpprecht wurde zum Stammvater einer über Generationen bedeutenden württembergischen Juristenfamilie und vieler Gelehrter anderer Fakultäten, nicht nur in der Manneslinie, bis ins 21. Jahrhundert.

## Herkunft
Johannes Harpprecht kam am 20. Januar 1560 in Walheim als Sohn des Bauern, Weingärtners und Schultheißen von Walheim, Johann Harpprecht und seiner Ehefrau Margaretha Harpprecht geb. Reuschlin, zur Welt. Im Jahr 1564 waren seine Eltern an der Pest verstorben, woraufhin Johannes Harpprecht im Alter von vier Jahren in die Obhut seines Onkels Stephan Harpprecht nach Gemmrigheim kam. Von dort aus besuchte er die Lateinschule in Besigheim.

## Studium
Im Jahre 1578 immatrikulierte sich Harpprecht an der Universität Straßburg zum Studium der Jurisprudenz. Anschließend studierte er an der Universität Tübingen, ab 1586 an der Universität Marburg und kehrte zum Abschluss seiner Studien wieder nach Tübingen zurück, wo er im September 1589 nach bestandenen Examina und erfolgreicher Disputation zum Doctor iuris utriusque, dem Doktor beider Rechte, promoviert wurde.

## Harprechts Bedeutung für Württemberg
Harpprecht wurde zum Hofrat ernannt und zum kaiserlichen Kammergericht nach Speyer abgeordnet. Schon nach wenigen Monaten kehrte er jedoch wieder an die Universität Tübingen zurück, wohin er 1592 auf den Lehrstuhl für weltliches Recht und Kirchenrecht berufen worden war. Dort war er zeitweise auch Rektor der Universität. Johannes Harpprecht galt als exzellenter Kenner des gesamten Rechts und verfasste juristische Kommentare und Schriften, die in mehreren Auflagen gedruckt und verbreitet wurden.

## Ehe und Nachkommen
Am 24. Februar 1590 heiratete Harpprecht die Witwe des Pfarrers Georg Schütz, Maria Andreae (* 10. Dezember 1560 in Tübingen; † 2. September 1624 in Tübingen), eine Tochter des Tübinger Theologieprofessors und Universitätskanzlers Jakob Andreae, die bereits fünf Kinder aus ihrer ersten Ehe mit dem Pfarrer Georg Schütz hatte. In der Ehe mit Johannes Harpprecht wurden sieben weitere Kinder geboren:
- Regina (* 1592)
- Agnes (* 1594)
- Christoph (* 1596; † 1637 in Tübingen), Hofgerichtsadvokat
- Maria (* 1599, † 1637)
- Johannes (* 1601)
- Rosina (* 1603)
- Julius (* 1608).

In den folgenden 250 Jahren gingen neben anderen Disziplinen viele bedeutende Rechtswissenschaftler aus der Familie Harpprecht hervor. Zu den Nachfahren im Mannesstamm zählen neben anderen:
- Ferdinand Christoph Harpprecht (1650–1714), Rechtswissenschaftler, Professor an der Universität Tübingen ⚭ Anna Magdalena Metzger, Tochter des Mediziners Georg Balthasar Metzger
- Johann Christoph Harpprecht (1652–1714), Rechtswissenschaftler, Professor an der Universität Tübingen
- Mauritius David Harpprecht (1664–1712), Jurist und kaiserlicher Diplomat ⚭ Anna Rosine Moser, Tochter des Stadt- und Amtsvogts Johann Valentin Moser von Filseck
- Georg Friedrich Harpprecht (1676–1754), Rechtswissenschaftler, Professor an der Universität Tübingen ⚭ einer Tochter des herzoglich württembergischen Leibarztes und Professors in Tübingen E. R. Cammerer
- Stephan Christoph Harpprecht von Harpprechtstein (1676–1735), Rechtswissenschaftler ⚭ Dorothea Widt (1680–1756), Tochter des Oberrathes Friedrich Jakob Widt
- Johannes Harpprecht (1693–1750), Bürgermeister von Tübingen ⚭ Tabitha Margaretha Frommann
- Christoph Friedrich Harpprecht (1700–1774), Rechtswissenschaftler, Professor an der Universität Tübingen
- Johann Heinrich von Harpprecht (1702–1783), deutscher Jurist, Beisitzer des Reichskammergerichts
- Christian Ferdinand Harpprecht (1718–1758), Rechtswissenschaftler, Professor an der Universität Tübingen ⚭  Tochter des Rechtslehrers Mögling in Tübingen, die Ehe blieb kinderlos
- Heinrich von Harpprecht (1801–1859), deutscher Richter im Königreich Württemberg ⚭ Marie Duvernoy (1804–1869), eine Tochter des Medizinalrats Georg David von Duvernoy, Leibarzt des Herzogs Friedrich Eugen
- Theodor Harpprecht (1841–1885), deutscher Alpinist
- Klaus Harpprecht (1927–2016), Journalist und Autor ⚭ Renate Lasker, die mit ihrer Schwester Anita Lasker-Wallfisch die Lagerhaft in Auschwitz und Bergen-Belsen überlebte.
- Joachim Harpprecht (* 1953), promovierter Molekularbiologe, deutscher Bootsdesigner und Bootsbauer vor allen Dingen von Segeljollen, erfolgreicher Regattasegler.

- Zu den bedeutenden Nachfahren Harpprechts und seiner Ehefrau Maria, geb. Andreae, verwitwete Schütz, zählen auch Gottlob Friedrich Haug, der Tübinger Historiker Carl Friedrich Haug und Ferdinand Haug.[3]

Nach dem Tod seiner ersten Ehefrau Maria Andreae, verwitwete Schütz, heiratete Johannes Harpprecht am 2. Oktober 1625 Anna Barth, die Witwe des Hofgerichtsadvokaten Georg Oth. Seine Ehe mit Anna Barth galt als wenig glücklich.

## Schriften (Auswahl)

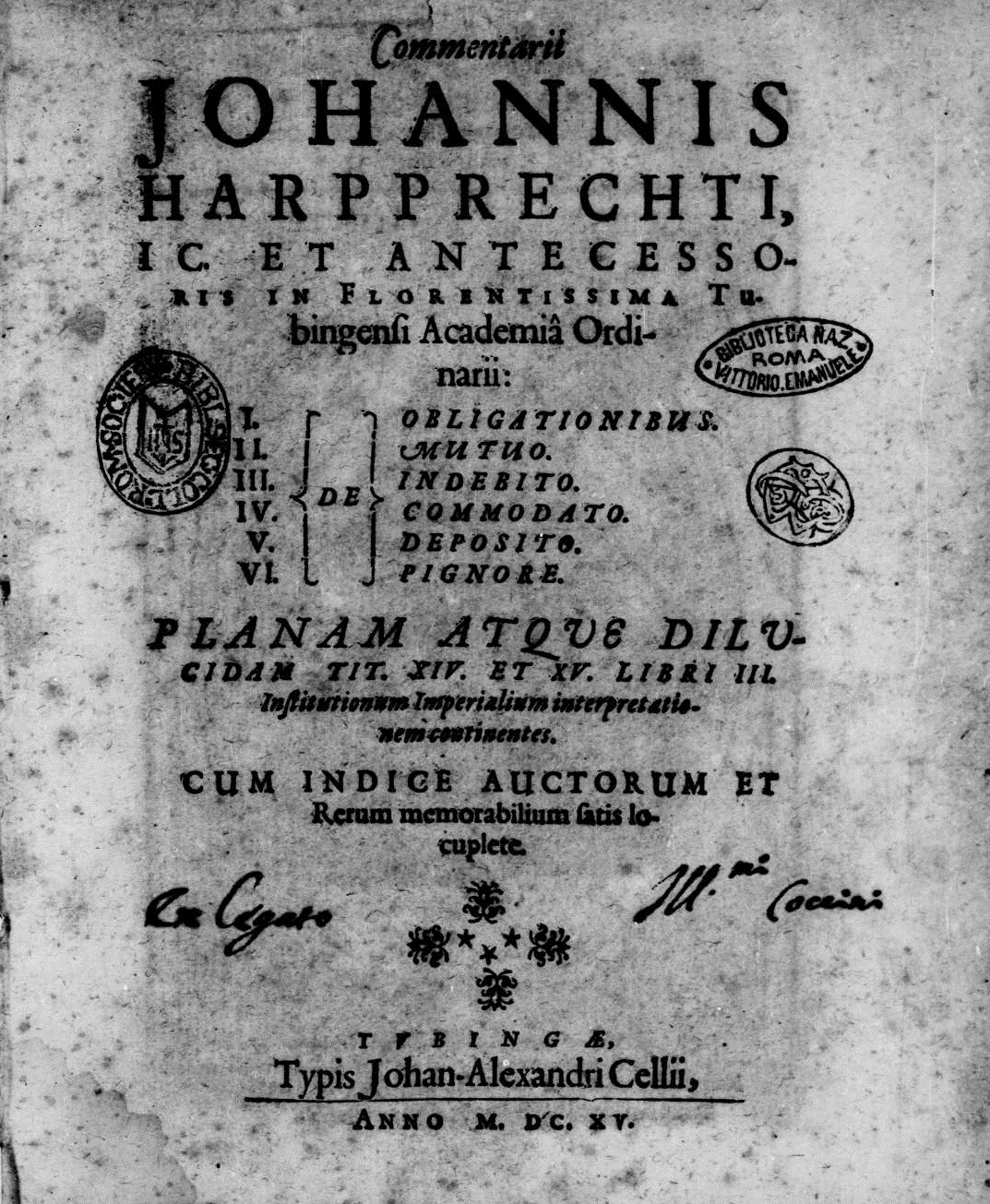
Commentarii, 1615

- Commentarii. Johann Alexander Cellius, Tübingen 1615 (Latein, beic.it).